# Reijirō Koroku
Reijirō Koroku (jap. 小六 禮次郎, Koroku Reijirō; * 13. Dezember 1949 in Okayama in der Präfektur Okayama, Japan) ist ein japanischer Komponist. 

## Biografie
Reijirō Koroku studierte am Konservatorium der Tōkyō Geijutsu Daigaku. Seitdem ist er als Arrangeur und Komponist tätig. So schrieb er die Musik zu Opern, Liedern, Theateraufführungen, Videospielen und Fernseh- und Filmproduktionen. Für seine Musik an Der weiße Wolf und Gekido no 1750 nichi wurde er 1991 als Bester Filmkomponist für einen Japanese Academy Award nominiert.
Koroku ist mit der Schauspielerin Chieko Baisho verheiratet.

## Filmografie (Auswahl)
- 1980–1981: Densetsu Kyojin Ideon (伝説巨神イデオン, Fernsehserie, 39 Folgen)
- 1981–1982: Shin Dokonjō Gaeru (新・ど根性ガエル, Fernsehserie, 60 Folgen)
- 1983–1984: Alice im Wunderland (ふしぎの国のアリス, Fernsehserie, 52 Folgen)
- 1984: Noozles (ふしぎなコアラブリンキー, Fernsehserie, 26 Folgen)
- 1984: Godzilla – Die Rückkehr des Monsters (ゴジラ)
- 1985: Run wa Kaze no Naka (るんは風の中)
- 1986: Robotan (ロボタン, Fernsehserie, 33 Folgen)
- 1986: Wunderbare Pollyanna (愛少女ポリアンナ物語, Fernsehserie, 51 Folgen)
- 1988: New Story of Aura Battler Dunbine (New Story of Aura Battler DUNBINE, Fernsehserie, 3 Folgen)
- 1989–1991: Parasol Henbē (パラソルヘンべえ, Fernsehserie, 200 Folgen)
- 1990: Der weiße Wolf (オーロラの下で)
- 1990: Gekido no 1750 nichi (激動の1750日)
- 1991: Ushiro no Shōmen Daare (うしろの正面だあれ)
- 1997: Chikyū ga Ugoita Hi (地球が動いた日)
- 2005: Nagasaki 1945 Anzerasu no Kane (NAGASAKI 1945 アンゼラスの鐘)